# Finale Europacup I 1957
De finale van de Europacup I van het seizoen 1956/57 werd gehouden op 30 mei 1957 in het Estadio Santiago Bernabéu in Madrid. Thuisploeg Real Madrid stond tegenover het Italiaanse Fiorentina. De Spanjaarden wonnen in eigen huis met 2-0. Meer 124.000 toeschouwers woonden het spektakel bij. De finale werd geleid door de Nederlandse scheidsrechter Leo Horn. Hij kende na 69 minuten een dubieuze strafschop toe aan Real Madrid voor een vermeende overtreding van Ardico Magnini op Enrique Mateos.
Voor Fiorentina was het de eerste en tot op heden laatste keer dat het de finale van het kampioenenbal bereikte. De club won in 1961 wel de allereerste Europacup II.

## Wedstrijd
|             |                                 |       |            |                                                                                              |
| 30 mei 1957 | Real Madrid                     | 2 – 0 | Fiorentina | Estadio Santiago Bernabéu, Madrid Toeschouwers: 125.000 Scheidsrechter: Leo Horn (Nederland) |
| 30 mei 1957 | Di Stéfano 69' (pen.) Gento 75' |       |            | Estadio Santiago Bernabéu, Madrid Toeschouwers: 125.000 Scheidsrechter: Leo Horn (Nederland) |

| Real Madrid | Fiorentina |

| Real Madrid:             |    |                    |
|                          |    |                    |
| GK                       | 1  | Juan Alonso        |
| DF                       | 2  | Manuel Torres      |
| DF                       | 5  | Marquitos          |
| DF                       | 3  | Rafael Lesmes      |
| MF                       | 4  | Miguel Muñoz       |
| MF                       | 6  | José María Zárraga |
| FW                       | 7  | Raymond Kopa       |
| FW                       | 8  | Enrique Mateos     |
| FW                       | 9  | Alfredo Di Stéfano |
| FW                       | 10 | Héctor Rial        |
| FW                       | 11 | Francisco Gento    |
| Coach:                   |    |                    |
| José Villalonga Llorente |    |                    |

| Fiorentina:       |    |                  |
|                   |    |                  |
| GK                | 1  | Giuliano Sarti   |
| DF                | 2  | Ardico Magnini   |
| DF                | 3  | Alberto Orzan    |
| DF                | 4  | Sergio Cervato   |
| MF                | 5  | Aldo Scaramucci  |
| MF                | 6  | Armando Segato   |
| FW                | 7  | Julinho          |
| FW                | 8  | Guido Gratton    |
| FW                | 9  | Giuseppe Virgili |
| FW                | 10 | Miguel Montuori  |
| FW                | 11 | Claudio Bizzarri |
| Coach:            |    |                  |
| Fulvio Bernardini |    |                  |